# Jim Marrs

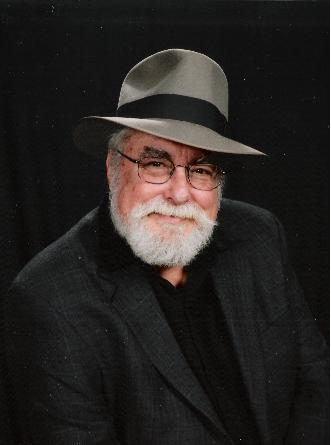
Jim Marrs (2010)

Jim Marrs (Fort Worth, Texas, 5 december 1943 – Springtown, 2 augustus 2017) was een Amerikaans journalist, docent en auteur van boeken over, in zijn eigen woorden, complotten en complottheorieën.

## Biografie
Hij was verslaggever voor het Dallas-Fort Worth Metroplex en doceerde over de moord op president Kennedy op de University of Texas at Arlington. Marrs was lid van de Scholars for 9/11 Truth. Hij gaf tot maart 2017 diverse lezingen. In maart 2017 werd hij ziek en overleed enkele maanden later op 73-jarige leeftijd aan een hartaanval.

## Publicaties
Marrs schreef onder andere:
- The Terror Conspiracy: Deception, 9/11 and the Loss of Liberty (ISBN 1-932857-43-5) (2006: Boek over de aanslagen op 11 september 2001)
- Inside Job: Unmasking the 9/11 Conspiracies
- The War on Freedom (ISBN 0-06-054935-1) (2003: Boek over de aanslagen op 11 september 2001)
- Rule by Secrecy: The Hidden History That Connects the Trilateral Commission, the Freemasons, and the Great Pyramids (ISBN 0-06-093184-1) (2000) (Vertaald in 2005 in het Nederlands: Regeren vanuit het Duister)
- PSI Spies (ISBN 1-58879-023-1) (2000)
- Alien Agenda (ISBN 0-06-109686-5) (1998: Boek over ufo's )
- Crossfire: The Plot That Killed Kennedy (ISBN 0-88184-648-1) (1990: Boek over de moord op John F. Kennedy; als bron gebruikt voor Oliver Stones JFK)
- The Rish Of The Fourth Reich (2008)